# Socialdemokraterne
Socjaldemokracja Danii, Socialdemokratiet i Danmark – duńska partia polityczna. Założona w 1871 roku jako sekcja I Międzynarodówki. Obecna nazwa od 1969 roku. W latach 1924–2001 nieprzerwanie najsilniejsza partia w duńskim parlamencie; rządząca (samodzielnie lub na czele koalicji) 1924–26, 1929–42 (Thorvald Stauning), 1947–50, 1953–68, 1971–73, 1975–82, 1993–2001 (Poul Nyrup Rasmussen) i ponownie od 2011 (Helle Thorning-Schmidt).

## Historia

### Geneza
Pierwszym z propagatorów idei socjalizmu w Danii był działający na początku drugiej połowy XIX wieku, Frederik Dreier. Dreier w Reformie społeczeństwa sformułował cele ruchu w Danii i wyjaśnił problem walki klasowej. Wówczas hasła głoszone przez Dreiera nie znalazły oddźwięku a robotnicy stanowili nikłą gałąź społeczeństwa - proletariat istniał tylko w Kopenhadze a liczył około sześciu tysięcy osób. Wraz z szybkim postępem gospodarczym w kraju zwiększyła się liczba robotników. Fala migracji robotników (głównie z Niemiec) przyczyniła się do popularyzacji idei socjalistycznych. Bezpośrednim impulsem do tworzenia duńskiego ruchu robotniczego było krwawe stłumienie Komuny Paryskiej w 1871 roku. W maju 1871 roku, Louis Pio założył pismo "Socialistike Blade" które zmieniło później nazwę na "Socialisten" i ukazywało się jako tygodnik.
W październiku 1871, Louis Pio i Harald Brix i Paul Geleff założyli pierwszą partię socjalistyczną w Danii, działała ona pod nazwą "Międzynarodówka". Mieszkańcy wsi przenosili się do miast i zasilali szeregi klasy robotniczej, a socjaldemokraci wyłonił się z obowiązku przedstawienia tej populacji sprawiedliwych warunków życia i demokracji. Partia utrzymywała kontakt z I Międzynarodówką i Karolem Marksem. Program partii zakładał walkę rewolucyjną przeciwko klasom panującym i solidarność międzynarodową robotników. Partia powiązana była z działającymi od lat 60. związkami zawodowymi które w pewnym stopniu przyczyniły się do powstania partii. W 1872 roku, partia zaprzestała działalności na skutek represji ze strony rządu. Mimo zaprzestania działalności partyjnej w dalszym stopniu rozwijał się ruch związkowy.

### Działalność partii

#### Powstanie partii i początek działalności
W czerwcu 1876 roku zaczęła działać Duńska Partia Socjaldemokratyczna; stanowiła ona kontynuację wcześniejszej "Międzynarodówki". Wzorem programowym duńskich socjaldemokratów stał się program gotajski z 1875 roku. Od początku partia cechowała się walką frakcji reformistycznych z rewolucyjnymi. W 1884 roku do parlamentu dostało się dwóch pierwszych socjaldemokratów, P. Holm i Christian Hørdum. Działalność parlamentarna zwiększyła skłonności członków partii do sojuszu z partiami burżuazyjnymi. Duże znaczenie dla ruchu robotniczego miało podpisanie przez związek zawodowy - Krajowa Organizacja (LO) oraz federacją pracodawców tzw. "kompromisu wrześniowego" który przetrwał do 1960 roku. Kompromis uregulował rozwiązywanie konfliktów między pracownikami a pracodawcami.
Partia uczestniczyła od 1889 roku w II Międzynarodówce. Przedstawiciele partii na arenie międzynarodowej przedstawiali swoje cele jako rewolucyjne, mimo to w kraju opowiedziała się za reformizmem i współpracą z partią Venstre reprezentującą bogatych chłopów. Po rozłamie w Venstre z 1905 roku, socjaldemokraci nawiązali szerszą współpracę z Partią Radykałów. Przeciwne reformizmowi Partii Socjaldemokratycznej były organizacje; Związek Młodzieży Socjalistycznej (powstały w 1904 roku) i Stowarzyszenie Opozycji Związkowej (1910 rok).
Przed wybuchem wojny z 1914 roku, Partia Socjaldemokratyczna ostrzegała przed możliwością wybuchu wojny imperialistycznej. Duńscy socjaldemokraci w okresie I wojny światowej poparli politykę rządu duńskiego (zajmującego stanowisko proniemieckie) i wezwali do tego samego społeczeństwo Danii. W okresie wojny ze względu na wzrost gospodarczy Danii obeszło się bez zamieszek mających miejsce w innych państwach Europy. W 1916 roku, lider socjaldemokratów, Thorvald Stauning mianowany został ministrem kontroli w rządzie na czele z partią radykalną. Danię w okresie 1917-1920 ogarnęła największa w historii państwa; fala strajków i demonstracji przeciwko bezroboci. Duża część społeczeństwa sympatyzowała z rewolucją w Rosji i w Niemczech. Partia Socjaldemokratyczna starała się zahamować rewolucyjne sympatie proletariatu czemu sprzeciwiało się lewicowe skrzydło partii. 9 listopada 1919 roku, skrzydło rewolucyjne partii utworzyło Lewicowo-Socjalistyczną Partię Danii która w 1921 roku zmieniła nazwę na Komunistyczną Partię Danii.

#### Partia w okresie 20-lecia międzywojennego i wojny
Po kryzysie gospodarczym który wybuchł w Danii po zakończeniu wojny światowej, Duńska Partia Socjaldemokratyczna zmieniła swoje postulaty na bardziej lewicowe nie rezygnując jednak z reformizmu. W wyborach parlamentarnych z 1924 roku, socjaldemokraci uzyskali 36,6% poparcia. W tym właśnie roku powstał pierwszy mniejszościowy rząd lewicowy w Danii. Premierem został Thorvald Stauning, rząd zyskał poparcie partii radykalnej. W jego rządzie uczestniczyła pierwsza kobieta-minister na świecie, Nina Bang, w tym samym roku - po dziewięciu latach rządów kobiety uzyskały prawo wyborcze. Rząd socjaldemokratów przetrwał do roku 1926. Po krótkich rządach prawicy, socjaldemokraci powrócili do władzy w 1929 roku gdy utworzyli koalicję z radykałami. Stauning pozostał premierem aż do 1942 roku. W okresie wielkiego kryzysu (1929-1933) lewica rozwinęła politykę interwencjonizmu gospodarczego; za główny cel postawiano sobie eliminację bezrobocia. Program rządowy socjaldemokratów zakładał likwidację dotychczasowego tradycyjnego liberalizmu gospodarczego a także zakaz strajków i lokautów przy jednoczesnym zamrożeniu płacy oraz zwiększenie zasiłków dla bezrobotnych. Rządowi lewicy udało się zmniejszyć bezrobocie do 22,1% w 1934 roku (w czasie wielkiego kryzysu wynosiło ono nawet 43,8%), do 1938 roku bezrobocie zmniejszono do 21-19% a stopniowo osiągnięto politykę pełnego zatrudnienia. W latach 30. socjaldemokraci wprowadzili szereg reform socjalnych które były jednak ograniczane przez wówczas skromne możliwości ekonomiczne Danii.
W latach 30. partia z pozycji partii robotniczej przeszła na pozycję partii o charakterze "ogólnonarodowym". Celem socjaldemokratów była budowa socjalizmu określanego jako "nordycki" i "narodowy" polegającym na podporządkowaniu państwa przez robotników. Apogeum poparcia dla socjaldemokratów był rok 1935 gdy lewica uzyskała 46,6% głosów poparcia. Rząd skupił się na polityce wewnętrznej, na arenie międzynarodowej prowadzono politykę niezaangażowania co zgodne było z programem socjaldemokratów i koalicyjnych radykałów. Jednym z elementów polityki neutralności było m.in. zmniejszenie nakładów na obronę. Wewnątrz kraju socjaldemokraci poruszali problem przejęcia władzy przez nazistów w sąsiednich Niemczech lecz na arenie międzynarodowej nie podjęto się otwartej konfrontacji z III Rzeszą ze względu na silne powiązania gospodarki Danii z gospodarką Niemiec.
Dania została zaatakowana przez nazistów w dniu 9 kwietnia 1940 roku. Rząd w obliczu szybkiej klęski zgodził się na zakończenie wojny. Podczas okupacji niemieckiej podczas II wojny światowej niektórzy socjaldemokraci pozostali w rządzie, okupacja Danii jednak nie była jednak porównywalna do brutalnej okupacji hitlerowskiej w innych krajach Europy. Dania zachowała własny nieżelazny parlament i silną pozycję króla. Parlament i rząd ograniczany był jednak przez hitlerowców kontrolą wojskowo-polityczną. Duńska Partia Socjaldemokratyczna uznała okupację hitlerowską jako zło konieczne a część jej kierownictwa była przeciwna komunistycznemu ruchowi oporu. Jednym z organizatorów niezbrojnego ruchu oporu w Danii był działacz Rady Wyzwolenia i Partii Socjaldemokratycznej, Frode Jakobsen który jeszcze przed wojną udzielał wsparcia uchodźcom z Niemiec hitlerowskim. Socjaldemokraci pozostali w rządzie do 29 sierpnia 1943 roku. Polityka niezaangażowania w okresie wojny wpłynęła negatywnie na poparcie dla parlamentu, po wyborach które odbyły się w październiku 1945 roku (po wyzwoleniu Danii), poparcie dla partii spadło do 32,8% głosów. Spadek poparcia dla socjaldemokratów poskutkował zwiększeniem poparcia dla szczególnie aktywnej w ruchu oporu, partii komunistycznej, komuniści uzyskali 12,5% poparcia i 18 miejsc w parlamencie.

#### Okres powojenny
Przez cały okres do 2001 socjaldemokraci, z nielicznymi wyjątkami, rządzili lub współrządzili krajem. W lecie 1945 roku ze względów taktycznych, socjaldemokraci zaproponowali partii komunistycznej rozmowy które mogłyby w założeniu doprowadzić do połączeniu obu partii. Rozmowy te nie powiodły się gdyż według komunistów połączenie się z socjaldemokratami oznaczałoby rezygnację z podstawowych założeń programowych. Radykalizacja społeczeństwa duńskiego po 1945 roku doprowadziło do reformy programu partii. W 1945 roku przyjęto program Dania przyszłości. W programie, socjaldemokraci zapowiedzieli m.in. zwiększenie kontroli nad kapitałem, ograniczaniem działalność kapitału, nowe reformy socjalne mające ustanowić powszechny dobrobyt a na arenie międzynarodowej; dążenie do utrzymania pokoju na świecie, politykę neutralności i wstąpienie Danii do Organizacji Narodów Zjednoczonych. Rząd powojenny lewicy wprowadził ustawodawstwo emerytalne, oświatowe, komunalne, wprowadził reformę podatkową, program budownictwa mieszkaniowego, program finansowania służby zdrowia, wprowadzono nowe świadczenia socjalne dla pracowników a w 1954 roku zdemokratyzowano system parlamentarny i wyborczy. Już w 1947 roku partia zwiększyła swoje poparcie do 40%.
Po 1949 roku wraz z początkiem zimnej wojny, odchodzono od programu neutralności a socjaldemokracja pod rządami Danii wstąpiła do NATO co argumentowano koniecznością obrony przed "komunistycznym zagrożeniem". Wielu socjaldemokratów w latach 1948-1949 postulowało utworzenie odrębnej od Zachodu i Wschodu, skandynawskiej unii obronnej - projekt nie został zrealizowany ze względu na presję USA na rządy Norwegii i Danii. Dania zastrzegła przystępując do NATO że na jej terytorium (oprócz Grenlandii) w okresie pokoju nie będą stacjonować zagraniczne wojska. W latach 50. warunek rozszerzony został o zakaz przechowywania w Danii, natowskiej broni jądrowej. Warunki te stanowiły jeden z elementów "duńskiej polityki bazowej" która przejawiała się tym że udział Danii w NATO miał mieć charakter włącznie obronny. Rozwijano współpracę z państwami skandynawskimi a w 1961 roku Dania złożyła wniosek o przyjęcie do Europejskiej Wspólnoty Gospodarczej (pełnoprawnym członkiem EWG została w styczniu 1973) co postulowane było przez socjaldemokratów (choć w partii działały grupy eurosceptyczne) jak i partie prawicy. Przed przystąpieniem do EWG w 1972 roku, miejsce miało referendum w którym 63,5% głosujących poparło udział Danii w EWG.
Partia znajduje się wśród "starych partii" czyli właśnie socjaldemokratów, Konserwatywnej Partii Ludowej, Partii Liberalnej (Venstre, dosłownie "lewica") i Partii Liberałów Radykalnych. Do "nowych" ugrupowań zalicza się; Socjalistyczną Partię Ludową; Demokratów Centrum; Partię Postępu; Chrześcijańską Partię Ludową i Duński Związek Prawa. Oprócz przedstawicieli Danii do Folketingu wchodzi 2 przedstawicieli z Wysp Owczych oraz Grenlandii. Jeden z parlamentarzystów z Wysp Owczych zazwyczaj wywodzi się z Partii Socjaldemokratycznej natomiast reprezentacja Grenlandii zazwyczaj związana jest z inną partią lewicową, głównie z Socjalistyczną Partią Ludową.
Partia wspierana jest przez centralę związkową LO. Duńscy socjaldemokraci nie mieli nigdy absolutnej większości parlamentarnej dlatego częściej niż socjaldemokraci ze Szwecji i Norwegii zawierali kompromisy z pozostałymi partiami politycznymi. Stabilne rządy koalicji socjaldemokratów i radykałów trwały od połowy 1957 do 1964 roku. Od 1966 roku socjaldemokraci nawiązali nierządową współpracę z Socjalistyczną Partią Ludową; powstała wówczas po raz pierwszy w historii Danii "robotnicza większość" parlamentarna. Po zbliżeniu się socjaldemokratów do Ludowych Socjalistów; Partia Radykalna związała się z partiami mieszczańskimi - liberałami i konserwatystami, z którymi w 1968 roku zawiązała koalicję. Do ponowienia współpracy z partiami mieszczańskimi doszło w 1978 roku gdy Anker Jorgensen zawiązał rząd razem z prawicowcami z Venstre. Rząd socjalliberalny trwał przez trzynaście miesięcy jednak nie udało mu się zyskać poparcia społeczeństwa w tym m.in. związków zawodowych.
Do zmian na scenie politycznej Danii doszło w 1979 roku. W wyborach tych socjaldemokraci uzyskali 68 mandatów zwiększyli więc liczbę mandatów parlamentarnych. Liczbę mandatów zwiększyły też pozostałe siły lewicy; lewicowi socjaliści zdobyli 6 mandatów (o 5 mandatów więcej) a ludowi socjaliści zdobyli 11 mandatów (czyli o 4 więcej), do parlamentu nie dostała się natomiast partia komunistyczna, która straciła 7 mandatów z poprzedniej kadencji. W rezultacie wyborów utworzony został blok partii lewicowych i blok partii mieszczański. Łącznie lewica zdobyła 85 mandatów a opozycyjne partie mieszczańskie - Demokraci Centrum, partia chrześcijańska, Venstre i konserwatyści zdobyli 55 mandatów (ogółem niesocjaliści zdobyli 90 mandatów). Rząd utworzył Jorgensen, w sprawach gospodarczych popierany był przez partie centrowe i pozostałe ugrupowania lewicy a w sprawach międzynarodowych przez większość partii prawicowych.
W wyborach z 8 grudnia 1981 roku, lewica uzyskała 59 mandatów tym samym zachowała pozycję największej partii parlamentarnej. Rząd utworzył socjaldemokrata Anker Jorgensen. Rząd Jorgensena zmniejszył zadłużenie zagraniczne Danii, ograniczył inflację i bezrobocie oraz zredukował deficyt bilansu płatniczego. Zrealizowano to poprzez m.in. wyższe podatki, redukcję wydatków publicznych, prawica określała te reformy jako "połowiczne" natomiast opozycyjna lewica uważała, że reformy rządu doprowadzą do obniżenia dochodów.
Partia tworzyła rząd od 25 stycznia 1993 do 27 listopada 2001 z Poul Nyrup Rasmussen jako premierem. Od 2001 aż do wyborów powszechnych w 2011 partia stanowiła opozycję względem rządów liberalnych. Na czele partii stali kolejno Anders Fogh Rasmussen i Lars Løkke Rasmussen. 12 kwietnia 2005, członkowie ugrupowania w głosowaniu wybrali Helle Thorning-Schmidt jako nowego lidera partii. W wyborach powszechnych w dniu 8 lutego 2005 partia zdobyła 867,350 głosów, 25,8 procent głosów. Dało to socjalistom 47 mandatów, ten stan utrzymywał partię do wyborów w dniu 13 listopada 2007, kiedy zdobyli 45 mandatów.
Partia wygrała wybory powszechne w 2011, utworzyła wówczas rząd z Socjalistyczną Partią Ludową i Radykalną Lewicą, ponieważ te trzy partie (wspólnie z Enhedslisten) uzyskały większość w parlamencie. Nowym premierem została liderka partii Helle Thorning-Schmidt.

## Program
Duńscy socjaldemokraci popierają zasady socjalizmu demokratycznego z deklaracji frankfurckiej (1951) Międzynarodówki Socjalistycznej. Partia w swoich programach podkreślała potrzebę reform gospodarczych i społecznych mających zbudować społeczeństwo socjalistyczne którego rozwój oparty będzie na solidaryzmie społecznym i demokracji parlamentarnej. Już w latach 30., duńscy socjaldemokraci zrezygnowali z postulatów walki klasowej. Obecnie interes ogólnonarodowy lub ogólnospołeczny zastąpił dawne odwołania do interesu klasy robotniczego. Socjaldemokraci uważają instytucje państwa i system parlamentarny jako twory ponadklasowe które należy udoskonalić tak aby służyły one całemu społeczeństwu.
Wewnątrz partii obowiązuje pluralizm ideologiczny, kierownictwo toleruje zróżnicowane poglądy członków partii jeśli tylko nie naruszają one jedności partii. Duże znaczenie mają programy robocze partii przygotowane w czasie zjazdów lub ogólnokrajowych narad partii. Jednym z najważniejszych powojennych programów partii był program z XXVIII Zjazdu partii z czerwca 1961 roku. Dokument stanowił nowelizację dokumentu z 1913 roku. Program z 1913 roku był typowo klasowym programem który zawierał wiele sformułowań marksistowskich, program z 1961 wprowadził pojęcia "socjalizmu demokratycznego", "wyzwolenia człowieka" i cel budowy "dobra całego społeczeństwa nad prywatnymi interesami". Dużą część programu z 1961 roku stanowił sprawy międzynarodowe; rozbrojenie (bez uszczerbku na systemie bezpieczeństwa Danii), walka z bronią nuklearną i odprężenie stosunków zimnowojennych.
W polityce gospodarczej socjaldemokraci stosowali klasyczny interwencjonizm państwowy obowiązywał on w polityce podatkowej, kredytowej czy walutowej. Dużą rolę w programach socjaldemokratów miała koncepcja "demokracji ekonomicznej" która miała zapewnić robotnikom wkład w działanie przedsiębiorstw kapitalistycznych. Od 1980 roku partia odsunęła postulat budowy "demokracji ekonomicznej" na dalszy plan. Idea demokracji ekonomicznej stała się na tyle popularna wśród społeczeństwa, że partie mieszczan i prawicy odrzuciły ataki na tę koncepcję, a zamiast tego wysuwały własne kontrprojekty "demokracji ekonomicznej". Jednym z bardziej kontrowersyjnych projektów budowy "demokracji ekonomicznej" były postulaty centrali związkowej LO z lat 70., związkowcy postulowali socjalizację gospodarki i stworzenie centralnego funduszu pracobiorców który miałby przeznaczać część zysków na rzecz pracowników.
Na arenie krajowej partia sprzeciwia się jakiejkolwiek współpracy z Komunistyczną Partii Danii. Partia na arenie krajowej prezentowała stanowisko antykomunistyczne a na arenie międzynarodowej dążyła (w okresie zimnej wojny) do odprężenia między państwami bloku wschodniego a państwami NATO.

## Polityka zagraniczna
Według socjaldemokratów polityka zagraniczna Danii opierać się powinna na uczestnictwie w ONZ, NATO i Unii Europejskiej. Partia opowiada się za integracją gospodarczą i polityczną Europy Zachodniej oraz budową relacji z Trzecim Światem. Dania w okresie rządów socjaldemokracji była aktywna w ramach ONZ. Ważnym elementem programu zagranicznego socjaldemokratów była tzw. polityka bazowa; zakładała ona zakaz instalacji w Danii sił NATO w czasie pokoju. Socjaldemokraci uważali, że w okresie zimnej wojny NATO powinno służyć głównie jako negocjator z blokiem wschodnim. To właśnie Dania była pierwszym krajem Skandynawii który przystąpił do EWG. Według koncepcji socjaldemokratów, na łamach EWG Dania powinna być rzecznikiem całej Skandynawii.
W czasie zimnej wojny Dania domagała się odprężenia kryzysu zimnowojennego. Już na XXVI Zjeździe w 1953 roku partia ogłosiła konieczności zakończenia zimnej wojny. Dania reprezentowała w NATO najbardziej umiarkowane stanowisko; Dania i Norwegia stały się pierwszymi krajami NATO, które podjęły się dialogu z krajami demokracji ludowej w sprawie odprężenia relacji Wschód-Zachód i budowy w Europie bezpieczeństwa. Dużą rolę w tym stanowisku miały relacje z Polską, we wrześniu 1959 roku minister Jens Otto Krag przybył z wizytą dyplomatyczną do Warszawy, a w czerwcu 1960 polski minister Adam Rapacki złożył wizytę w Danii.
Socjaldemokraci prowadzą politykę angażowania Danii w pomoc krajom Afryki, Azji czy Ameryki Łacińskiej. Według socjaldemokracji podział świata na "bogatą Północ" (kraje zachodnie i postkomunistyczne) i "biedne Południe" (kraje rozwijające się) stanowi główne niebezpieczeństwo światowe. W czasie rządów socjaldemokratów w 1977 roku Dania przekazała 0,5% dochodu narodowego na pomoc krajom Trzeciego Świata.

## Struktury
Większość działaczy stanowią robotnicy zrzeszeni w związkach zawodowych. Wielu członków partii należy do niej także poprzez stowarzyszenia, instytucje kulturalno-oświatowe, rozrywkowe czy kluby środowiskowe. Duże znaczenie w partii ma ruch spożywców spółdzielczych. Przedstawiciele centrali związkowej LO wchodzą w skład kierownictwa Socialdemokraterne. W Danii działa związane z partią Robotnicze Stowarzyszenie Oświatowe założone w latach 20. Reprezentacją młodzieży partii jest Związek Duńskiej Młodzieży Socjaldemokratycznej, młodzieżówka działa głównie w miejskich środowiskach robotniczych oraz w kręgach akademickich. Członkowie młodzieżówki są często bardziej radykalni niż działacze partii. Młodzieżówka często krytykowała działalność kierownictwa partii, protestowała przeciwko m.in. wstąpieniu Danii do NATO czy EWG oraz protestowała przeciwko amerykańskiej interwencji w Wietnamie. Różnice ideologiczne nigdy jednak nie prowadziły do bardziej poważnych perturbacji organizacyjnych.
W 1973 roku w partii doszło do rozłamu w wyniku którego grupka działaczy założyła partię Demokraci Centrum.
Najwyższą władzę w partii stanowi Zjazd, jest on zwoływany co cztery lata. Jego celem jest wybór zarządu partii i jej kierownictwa (tj. przewodniczącego partii, wiceprzewodniczącego i sekretarza). największym centralnym dziennikiem partii jest "Aktuelt", a czasopismem teoretycznym - "Ny politik". Oprócz "Aktuelt" ukazywał się i wciąż ukazuje szereg gazet lokalnych, np. "Demokraten" wydawany do lat 70. w Aarhus. Jednym z ostatnich większych dzienników lokalnych socjaldemokratów jest "Ny Dag" wydawany w Naskov.
W 2011 roku partia liczyła 44,764 członków, a w przeszłości liczba członków wahała się między 100,000 a 200,000 członków.
Partia jest członkiem Nordyckiego Komitetu Współpracy Ruchu Robotniczego, Międzynarodówki Socjalistycznej, Partii Europejskich Socjalistów, Sojuszu Postępowego i europarlamentarnej grupy Postępowy Sojusz Socjalistów i Demokratów w Parlamencie Europejskim. W latach 1923–1940 była członkiem Socjalistycznej Międzynarodówki Robotniczej.